# Diluvium
Diluvium è il quinto album in studio del gruppo musicale tedesco Obscura, pubblicato il 13 luglio 2018 dalla Relapse Records.

## Descrizione
Come estratti promozionali sono stati scelti da prima la traccia che dà il titolo all'album e poi Emergent Evolution, seguite da Ethereal Skies. Per Diluvium e per Mortification of the Vulgar Sun sono stati girati dei videoclip, quest'ultimo pubblicatolo stesso giorno di pubblicazione dell'album.

## Tracce
Testi di Steffen Kummerer, musiche degli Obscura.

### Edizione LP
1. Clandestine Stars – 3:38
2. Emergent Evolution – 4:52
3. Diluvium – 5:02
4. Mortification of the Vulgar Sun – 6:09
5. Ethereal Skies – 5:18
6. Convergence – 4:04
7. Ekpyrosis – 5:23
8. The Seventh Aeon – 5:17
9. The Conjuration – 5:33
10. An Epilogue to Infinity – 6:16

### Edizione CD e Digitale
1. Clandestine Stars – 3:38
2. Emergent Evolution – 4:52
3. Diluvium – 5:02
4. Mortification of the Vulgar Sun – 6:09
5. Ethereal Skies – 5:18
6. Convergence – 4:04
7. Ekpyrosis – 5:23
8. The Seventh Aeon – 5:17
9. The Conjuration – 5:33
10. An Epilogue to Infinity – 6:16
11. A Last Farewell (strumentale) – 2:26 – (bonus track)

## Formazione
Gruppo
- Steffen Kummerer – voce, chitarra
- Rafael Trujillo – chitarra solista
- Linus Klausenitzer – basso, basso fretless
- Sebastian Lanser – batteria

Altri musicisti
- Jonas Baumgartl – violoncello (Ethereal Skies)
- Ulf Klausenitzer – violino (Ethereal Skies)
- V. Santura – arrangiamento strumenti ad arco (Ethereal Skies)